# Marollette
Marollette là một xã trong tỉnh Sarthe trong vùng Pays-de-la-Loire ở tây bắc nước Pháp. Xã này nằm ở khu vực có độ cao từ 118-189 mét trên mực nước biển.